# Escaravelho-da-varíola
O escaravelho-da-varíola (Lachnaia variolosa) é uma espécie de escaravelho da família Chrysomelidae, subfamília Cryptocephalinae, que pde ser encontrada na Argélia, Marrocos, sul de Espanha e Portugal (na zonas próximas à ria de Alvor).